# Епархия Джинджи
Епархия Джинджи (лат. Dioecesis Gingiana) — епархия Римско-Католической Церкви с центром в городе Джинджа, Уганда. Епархия Джинджи входит в митрополию Тороро.

## История
10 июня 1948 года Римский папа Пий XII издал буллу Curas Nostras, которой учредил апостольский викариат Кампалы, выделив его из апостольского викариата Южного Нила (сегодня — Архиепархия Тороро).
25 марта 1953 года Римский папа Пий XII выпустил буллу Quemadmodum ad Nos, которой преобразовал апостольский викариат Кампалы в епархию.
5 августа 1966 года епархия Кампалы была переименована в епархию Джинджи.

## Ординарии епархии
- епископ Vincent Billington MHM[1] (13.05.1948 — 3.05.1965);
- епископ Joseph B. Willigers MHM (13.07.1967 — 2.03.2010);
- епископ Charles Martin Wamika (2.03.2010 — по настоящее время).

## Источник
- Annuario Pontificio, Libreria Editrice Vaticana, Città del Vaticano, 2003, ISBN 88-209-7422-3
- Булла Curas Nostras, AAS 40 (1948), стр. 532  (лат.)
- Булла Quemadmodum ad Nos, AAS 45 (1953), стр. 705  (лат.)